# Stadion RKS Skra
Stadion RKS Skra – nieczynny stadion lekkoatletyczny klubu Skra Warszawa, znajdujący się przy ul. Wawelskiej 5, w warszawskiej dzielnicy Ochota.

## Historia

### Powstanie
Teren ten w 1930 roku otrzymał Klub Sportowy Warszawianka, a w 1932 roku utworzył tutaj tymczasowe boisko piłkarskie. W 1934 roku zbudowano m.in. budynek klubowy, stadion piłkarski oraz rozpoczęto budowę stadionu lekkoatletycznego o pojemności 50 tys. widzów, która została przerwana ze względu na agresję Niemiec na Polskę 1 września 1939 roku. W czasie okupacji niemieckiej stacjonowała tu artyleria, która doprowadziła teren do ruiny.

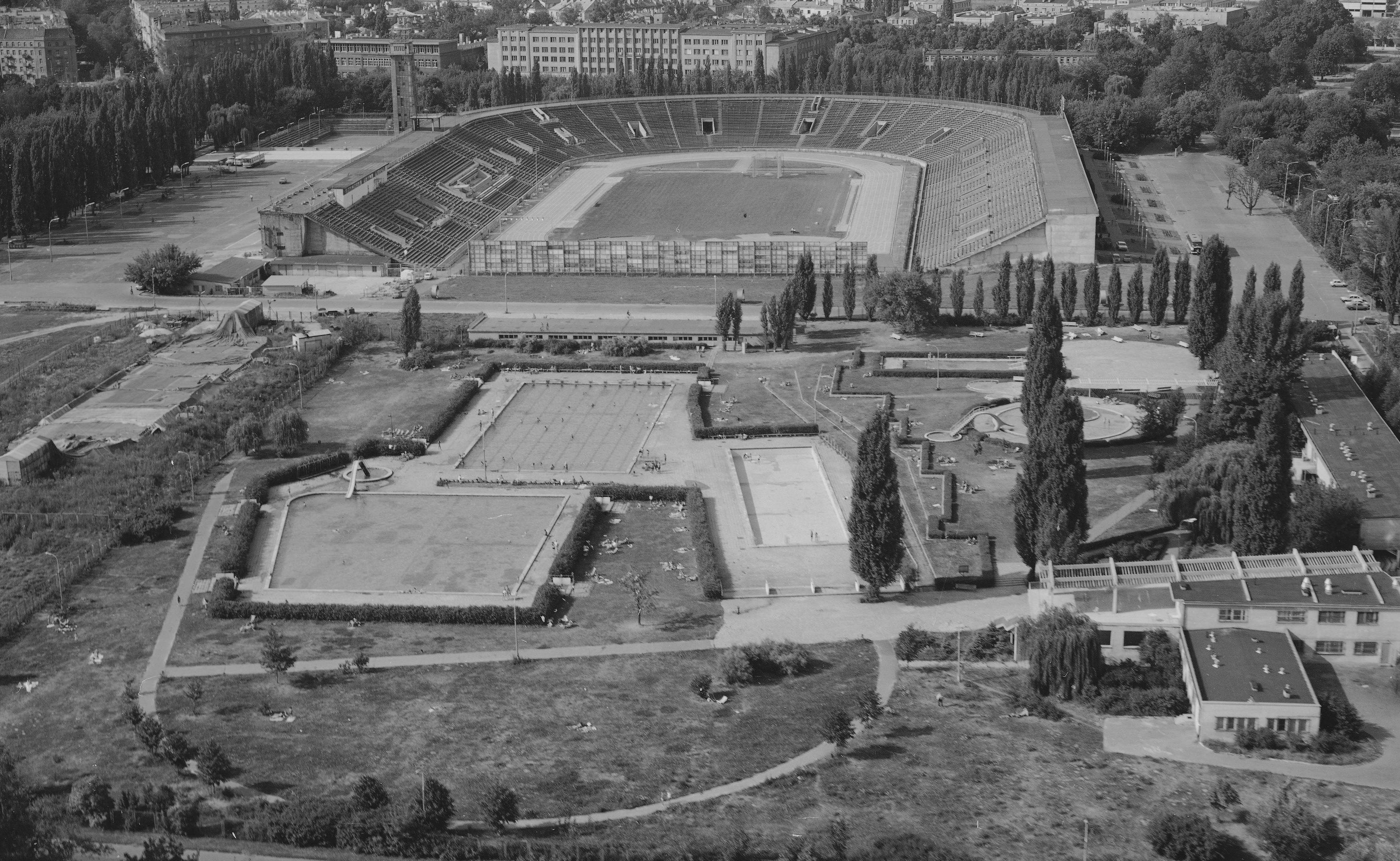
Kompleks sportowy Skry w latach 80. XX wieku (w oddali stadion)

W 1946 roku teren został przejęty przez klub sportowy Skra Warszawa. Początkowo powstał tu stadion żużlowy w miejscu niedokończonego stadionu lekkoatletycznego Warszawianki, który w latach 1948–1953 przebudowano według projektu Mikołaja Kokozowa i Jerzego Wasilewskiego. Stadion oddany do użytku w 1953 roku zbudowano w kształcie podkowy z torem żużlowym otoczony trybunami z miejscami dla 35 000 widzów. Żużel nie zyskał jednak popularności w Warszawie.
Spośród pozostałych obiektów w stolicy wyróżniały go boiska do siatkówki i koszykówki, korty tenisowe, treningowe boisko piłkarskie i tor żużlowy. W 1969 roku została tutaj położona pierwsza w Polsce powierzchnia tartanowa. Była symbolem najwyższych osiągnięć techniki i technologii budownictwa sportowego, umożliwiająca organizowanie dużych widowisk lekkoatletycznych. Zawodnicy, poza stadionem głównym, w którym mieściły się: hotel ze stołówką, gabinet lekarski, sauna, sala gimnastyczna i gabinet odnowy, mieli do dyspozycji stadion treningowy położony na zapleczu całego obiektu oraz kompleks basenowy.
Na terenie Skry działało także Muzeum Kultury Fizycznej i Turystyki, przeniesione tu w 1966 roku z poprzedniej siedziby przy ul. Rozbrat, a w 2005 przeniesione jako Muzeum Sportu i Turystyki do nowej siedziby w Centrum Olimpijskim. Miała tam również siedzibę redakcja tygodnika „Piłka Nożna“ i Polski Związek Pływacki. Od połowy lat 90. do roku 2005 działała tam dyskoteka gejowska Paradise.

### Park Światła
W 2008 roku w mediach pojawiła się informacja o projekcie Park Światła irlandzkiej firmy deweloperskiej Global Partners, użytkującej ten teren. Projekt zakładał budowę na terenie Skry nowoczesnego ośrodka sportowego kosztem oddania części terenu pod zabudowę mieszkaniowo-biurową Projekt ten wzbudzał jednak wiele kontrowersji, zaś Gazeta Wyborcza zebrała kilkanaście tysięcy podpisów przeciwnych zabudowie tego terenu. Z kolei za budową opowiedziało się wielu sportowców związanych ze Skrą.
Ostatecznie budowa Parku Światła nie doszła do skutku. Irlandzki inwestor wraz z klubem wystąpili do miasta o przedłużenie umowy użytkowania wieczystego gruntu o 99 lat, a po odmowie uzasadnionej brakiem dbałości o nieruchomość i doprowadzeniem stadionu i basenów do ruiny sprawa trafiła do sądu. Ten rozstrzygnął spór na korzyść miasta.

### Stan obecny

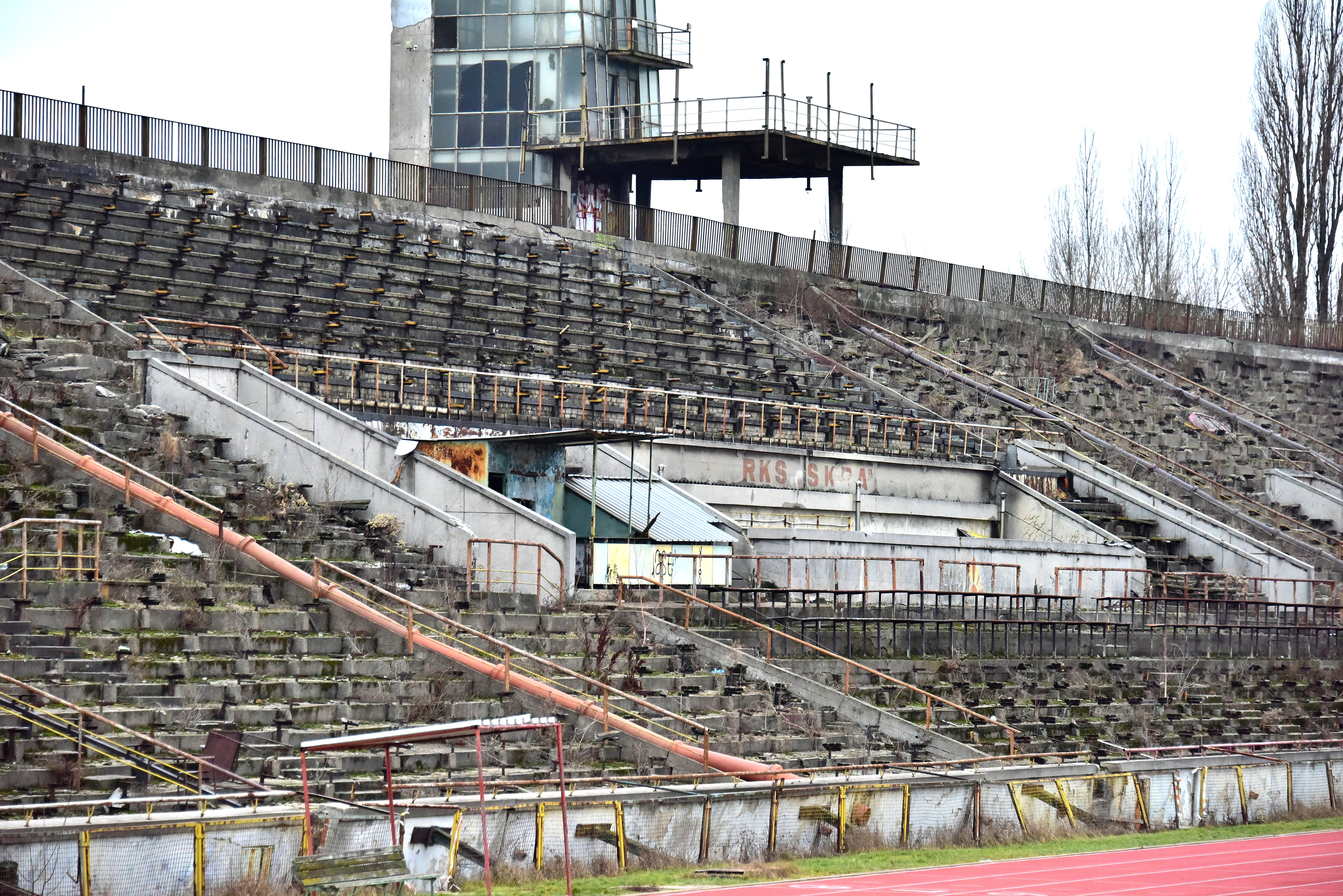
Zdewastowana trybuna stadionu (2018)

Stadion jest wciąż przystosowany do organizacji największych imprez, jednak wymaga on gruntownego remontu nawierzchni oraz innych sprzętów do rozgrywania konkurencji lekkoatletycznych. Ośmiotorowa bieżnia, koła, skocznie czy duże trybuny są na pewno zachętą do organizacji dużych imprez. Wszystko to na przestrzeni lat zostało jednak zrujnowane.
W 2010 roku na ogrodzeniu stadionu od ulicy Wawelskiej pojawiła się konstrukcja, na której zawieszono reklamę o łącznej powierzchni 3 tysięcy metrów kwadratowych. Za pieniądze z reklamy Skra dokonała wymiany nawierzchni tartanowej, ustawienia krzesełek na trybunach i ogólnego odświeżenia stadionu.
W 2012 roku stadion został ujęty w gminnej ewidencji zabytków.
Do stycznia 2018 roku, na terenie stadionu działał Centralny Ośrodek Medycyny Sportowej.
Ze względu na zły stan techniczny obiektu w październiku 2019 Powiatowy Inspektor Nadzoru Budowlanego wydał decyzję nakładającą na RKS Skra obowiązek zamknięcia całej nieruchomości z rygorem natychmiastowej wykonalności.
Teren RKS Skra w 2021 przejęło miasto stołeczne Warszawa. Przeprowadzono w 2021 prace porządkujące, a w marcu 2022 bieżnia stadionu została udostępniona mieszkańcom. W 2022 roku przedstawiono plany rewitalizacji obiektów Skry, w I etapie miałby powstać m.in. treningowy stadion lekkoatletyczny. W II etapie planuje się remont głównego stadionu lekkoatletycznego, jednak dopiero po 2025 roku.